# Bibliothèque des littératures policières
La Bibliothèque des littératures policières (appelée aussi Bilipo) est l'unique établissement français et européen consacré à la conservation et à la promotion des littératures policières. Elle est située dans le 5e arrondissement de Paris.
Ses collections permettent de consulter en salle d'étude la quasi-totalité de l'édition française dans ces domaines ainsi que de très nombreux documents relatifs tant à ces genres littéraires qu'aux principaux aspects de la criminalité.

## Historique, fonction
Par ses fonds et les services offerts, la Bilipo est un centre de recherche où se trouvent réunis les ressources nécessaires à l'identification et à l'obtention de documents relatifs à la littérature policière. Elle centralise et redistribue les informations jusque-là dispersées sur la littérature policière, sur toutes les manifestations et la vie associative qui témoignent de sa vitalité. Elle s'attache enfin à promouvoir le genre par des publications, des conférences, des colloques, des actions de formation, des expositions.

## Collections

### Fonds de référence
- 12000 ouvrages de référence français et étrangers sur la littérature policière et les domaines annexes en accès libres selon une classification adaptée aux besoins des chercheurs (aspects historiques, études thématiques, bibliographies, cinéma policier, criminalistique, justice, faits divers, espionnage…)
- 4 000 dossiers de presse thématiques et biographiques.
- 75 titres de périodiques spécialisés français et étrangers.

### Fonds de fiction
La collection de romans a été initialement constituée par le transfert (en 1984) des 9000 livres policiers entrés à la Bibliothèque Nationale par le dépôt légal et affectés à la Bibliothèque de l'Arsenal. À son ouverture, la Bilipo s'est vu attribuer un exemplaire du dépôt légal pour la littérature policière. Le fonds de fiction à ce jour compte 55 000 ouvrages de fiction dont :
- La plupart des collections françaises depuis le début du siècle. Parmi les collections anciennes : Détective-club, L'Empreinte, Engrenage, Red Label, Le Scarabée d'Or, Spécial Police, Un mystère… Parmi les collections vivantes : Grands détectives, Le Masque, la Série noire, Rivages/Noir…
- Bandes dessinées à thème policier.
- Collections policières pour la jeunesse.
- Ouvrages en langues étrangères.
- Collections complètes de périodiques anciens français et étrangers dont Alfred Hitchcock magazine, Mystère magazine, Le Saint détective magazine, Suspense… (soit 100 titres de périodiques courants et 140 titres de périodiques conservés).

### Fonds spéciaux
- Fonds Régis Messac : il comprend l'édition originale annotée de sa thèse, la première publiée sur le roman policier : Le Detective novel et l'influence de la pensée scientifique (Paris, Honoré Champion, 1929) ainsi que des ouvrages anglo-saxons qui lui ont permis de l'écrire (notamment 250 romans non traduits à ce jour et plus de 500 numéros de "pulps" du début du XXe siècle : Detective Fiction Weekly, Flynn's Weekly, Sexton Blake...). Ce don s'est récemment enrichi de la collection complète des fascicules de Nick Carter et de plusieurs collections françaises anciennes de romans policiers. Les couvertures des pulps sont visibles en ligne sur le catalogue des bibliothèques spécialisées sous la rubrique Collections numérisées (sous-rubrique Périodiques).
- Fonds Gallimard : romans originaux anglais et américains proposés à la Série noire, manuscrits annotés, lettres autographes.
- Fonds Pascal Krop : documents spécialisés sur l'espionnage et l'histoire des services secrets français.
- Fonds Pierre Boileau : toutes les traductions étrangères de son œuvre.
- Fonds d'objets publicitaires divers : PLV, objets dérivés.
- Fonds de diapositives des illustrations de couverture (200 photographies, 100 cartes postales, 10 000 microfiches)
- Fonds d'affiches (3 500 affiches)

## Activités complémentaires

### Remise de Prix
Des remises de prix de romans policiers ont lieu dans les locaux de la Bibliothèque des Littératures Policières.
- Le Grand prix de littérature policière
- Le Prix Mystère de la Critique
- Les Mordus du polar

La BiLiPo fait partie du comité de sélection du Prix SNCF du polar.

### Publications
- Les Crimes de l'année : sélection critique annuelle des meilleurs romans policiers, comprenant également les romans pour la jeunesse, les bandes dessinées et les ouvrages de référence (index par titres, genres, thèmes, lieux et personnages).Publication arrêtée au no 17 (2008)
- Catalogues d'exposition.
- L'index du Saint Detective Magazine
- Cartes postales